# Samsung Athletic Cup
Samsung Athletic Cup – cykl zawodów lekkoatletycznych dla młodzieży organizowany i sponsorowany przez Samsung Electronics Polska od 2004 roku, ogłoszonego w Unii Europejskiej „Rokiem edukacji przez sport”.
Celem zawodów jest promowanie aktywności sportowej, lekkiej atletyki oraz zasad fair play wśród dzieci i młodzieży, a także odkrywanie talentów sportowych. Najlepsi uczestnicy cyklu mają szansę dołączyć do profesjonalnej grupy lekkoatletycznej Samsung Team, której opiekunem jest Zdzisław Hoffmann, mistrz świata w trójskoku z 1983 roku.

W Samsung Athletic Cup wzięło do tej pory udział ponad 30 tysięcy młodych ludzi.